# Nharea
Nharea – miasto-hrabstwo w środkowej Angoli, w prowincji Bié, położone w obrębie Wyżyny Bije. W 2014 roku hrabstwo liczyło 126 339 mieszkańców.
Ludność zajmuje się głównie uprawą kukurydzy, fasoli, manioku, orzeszków ziemnych, kawy arabica i owoców.

## Historia
Historia mówi, że pierwsi Europejczycy osiedlili się tutaj w połowie XIX wieku i byli holenderskimi kupcami. W tym czasie Nharêa była już komercyjną wioską, należącą do urzędu administracyjnego w Andulo. Hrabstwo Nharea zostało ustanowione w 1965 roku.